# Ставрула Антонаку
Ставрула Антонаку (2 травня 1982) — грецька ватерполістка.
Учасниця Олімпійських Ігор 2008 року.
Чемпіонка світу з водних видів спорту 2011 року.